# Nagy Sándor (tanár, 1875–1940)
Nagy Sándor (Szatmárnémeti, 1875. július 15. – Zilah, 1940. augusztus 13.) erdélyi magyar tanár, szerkesztő.

## Életpályája
Kolozsvári egyetemi tanulmányainak végeztével a zilahi Wesselényi Kollégium tanára lett, ahol Adyt is tanította; később barátja, költészetének rajongója, a róla megjelent első terjedelmesebb könyv szerzője. Szerkesztette a Szilágyság c. hetilapot s az 1924. évi emlékünnepségekről kiadott Ady-emlékfüzetet (Emlékfüzet a zilahi és érmindszenti Ady-ünnepekről. 1924. július 20-21. Zilah, 1924).
Cikkei, emlékezései a költő-tanítványról az Ady-Múzeum 1924. évi I. kötetében jelentek meg. Ezek egyikében (Az öreg Ady) elsőnek figyel fel a költő újszerű nyelve és az öreg Ady Lőrinc beszéde közötti feltűnő hasonlóságra. Emlékeit a zilahi szüretekről és a „zilahi ember nótájá”-ról Dénes Zsófia jegyezte fel (Kovalovszky Miklós: Emlékek Ady Endréről. I. Budapest, 1961. 339). A Pásztortűz 1921-ben Emlékezés Ady  Bandira címmel lehozta az Ady halálakor írt, de addig nem közölt meemlékezését.
Ady Endre költészete (Budapest, 1927) c. könyvében – amint Németh László írja – „Ady Endre minden sorát földolgozta, minden Adyról írt sort számba vett, csoportosított, boncolt, rendszerezett, s százharminc oldalas könyvéből mégsem bontakozik ki egy félig-meddig elfogadható Ady-kép... Tanulságosabb példát alig lehetne fölhozni rá, hogy a kritika mennyire intuitív munka, mint ez az ezerféle kis csapdát állító könyv, amelyből ezeregyedszer is megugrik Ady szelleme.”